# طعوم جذرية

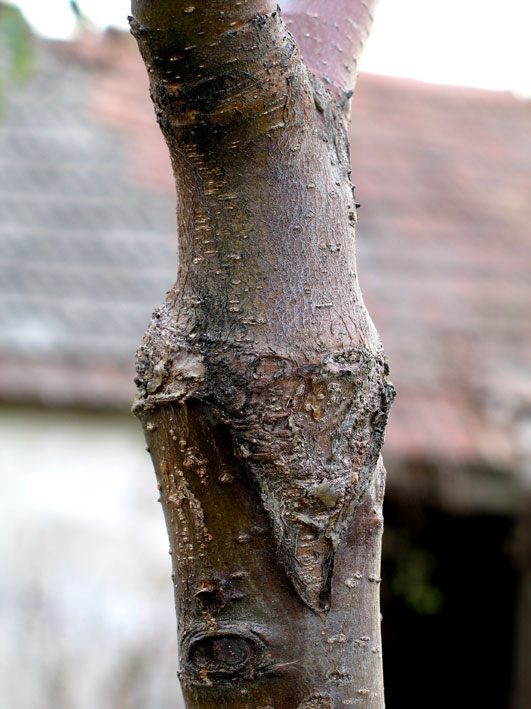

الطعوم الجذرية أو حاملة التطعيم (بالإنجليزية: Rootstock)‏، هو جزء من النبات يكون غالباً تحت الأرض، وهي الجذور مع جزء من الجذع التي تنمو عليها الطعوم المرغوب فيها. في التطعيم فإنه يشير إلى النبات وأحياناً إلى الجذع.